# 沧江蝇子草
沧江蝇子草（学名：Silene monbeigii）是石竹科蝇子草属的植物，为中国的特有植物。分布于中国大陆的四川、西藏、云南等地，生长于海拔1,900米至3,400米的地区，多生长于林缘，目前尚未由人工引种栽培。

## 别名
滇西蝇子草（拉汉种子植物名称）

## 异名
- Silene zangdongensis L. H. Zhou